# Manapla
Manapla é um município de  segunda classe de renda municipal (d) na província Negros Ocidental, nas Filipinas. De acordo com o censo de 1 de maio  de  2020 possui uma população de 55 083 pessoas e 13 297 domicílios.